# Tereus
Tereus (altgriechisch Τηρεύς Tēreús) ist eine Gestalt der griechischen Mythologie. Er war ein Sohn des Ares und König der Thraker. Als seine Heimatstadt wird von einigen Quellen das antike Pagai angegeben.

## Mythos
Als Pandion, der Herrscher Athens, einst Hilfe gegen die angreifenden Thebaner unter ihrem König Labdakos benötigte, wandte er sich an Tereus um Beistand. Gemeinsam vertrieben sie die Angreifer aus Attika, und Pandion gab Tereus zum Dank seine Tochter Prokne zur Frau. Aus dieser Verbindung ging Itys hervor.

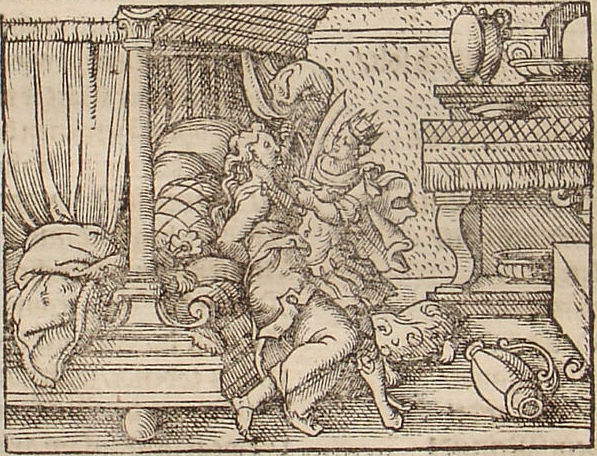
Tereus schneidet Philomela die Zunge heraus. Holzschnitt zu Ovids Metamorphosen von Virgil Solis (1514–1562)

Tereus aber begehrte auch Philomela, die andere Tochter Pandions. Als Prokne einmal von ihrer Sehnsucht nach der Schwester sprach, fuhr der Thrakerkönig nach Athen und holte Philomela ab. Am Heimweg führte er sie in einen tief im Wald gelegenen Stall, erzählte ihr, Prokne sei gestorben, und vergewaltigte seine Schwägerin. Damit sie ihn nicht verraten konnte, schnitt er ihr die Zunge heraus und hielt sie hernach an jenem Ort gefangen. Nach Hause zurückgekehrt, erzählte er seiner Gemahlin unter Tränen, ihre Schwester sei während der Reise gestorben und er hätte sie eigenhändig begraben.
Als ein Orakelspruch dem Tereus verkündete, sein Sohn Itys würde „von verwandter Hand“ sterben, verdächtigte der König seinen unschuldigen Bruder Dryas und tötete ihn. Der Spruch bewahrheitete sich jedoch auf andere Weise. Philomela nämlich hatte aus einem Gespräch der Dienerschaft erfahren, dass Prokne noch lebte. Sie fertigte ein Gewand für ihre Schwester, in das sie die Bilder ihrer Leidensgeschichte einwob. Prokne verstand die Botschaft und befreite Philomela aus ihrem Waldgefängnis. Als Rache zerstückelten die beiden Frauen Itys, kochten seine Glieder und setzten sie Tereus zum Mahle vor; der König erkannte erst, was er gegessen hatte, als ihm Philomela das Haupt seines Sohnes zuwarf. Mit gezücktem Schwert verfolgte er die Schwestern. Um dem Töten Einhalt zu gebieten, verwandelte Zeus sie alle zu Vögeln: Philomela in eine Schwalbe, Prokne in eine Nachtigall und Tereus in einen Wiedehopf.
In späteren Überlieferungen wurde die Zuordnung der Vögel verändert: Tereus soll zum Habicht geworden sein und Philomela zur Nachtigall, die mit dem Ruf ityn, ityn das Opfer beklagt. Letztere Variante entstammt aber vermutlich der Geschichte von Aëdon, die ihren Sohn Itylos tötete.